# 15825 Capecchi
15825 Capecchi è un asteroide della fascia principale. Scoperto nel 1994, presenta un'orbita caratterizzata da un semiasse maggiore pari a 2,5265796 au e da un'eccentricità di 0,0884597, inclinata di 2,72351° rispetto all'eclittica.